# 中新大道西
中新大道西（原金鸡湖路）是苏州工业园区湖西地区的东西向道路之一，西起东环路，东至星洲街。此路于2012年12月26日改名为中新大道西，起初与中新大道东并不相连，金鸡湖隧道建成后两者相连。